# Svjetsko prvenstvo u rukometu – Švedska 2011.
Svjetsko prvenstvo u rukometu 2011. je 22. Svjetsko rukometno prvenstvo koje se održalo u siječnju 2011. godine u Švedskoj. Švedska je dobila domaćinstvo protiv Norveške i Danske. Branitelji naslova bila je Francuska, koja je osvojila naslov na prethodnom Svjetskom prvenstvu u Hrvatskoj. Domaćin Švedska plasirala se automatski.
Nakon odigranih 98 utakmica, branitelji naslova, Francuzi porazili su Dansku u uzbudljivom finalu, nako produžetaka, 37:35 i tako postali jedina momčad uz SR Rumunjsku (koja je to učinila 2 puta) obranila titulu svjetskog prvaka. Francuskoj je to bio četvrti naslov svjetskog prvaka, čime su nastavili briljantan niz koji su započeli. U utakmici za broncu, Španjolska je porazila domaćina Švedsku i tako osvijila brončanu medalju.

## Gradovi domaćini
| Malmö                 | Göteborg                                                               | Linköping                                                              | Norrköping           |
| --------------------- | ---------------------------------------------------------------------- | ---------------------------------------------------------------------- | -------------------- |
| Malmö Arena           | Scandinavium                                                           | Cloetta Center                                                         | Himmelstalundshallen |
| Kapacitet: 13.000     | Kapacitet: 12.044                                                      | Kapacitet: 8.500                                                       | Kapacitet: 4.300     |
|                       |                                                                        |                                                                        |                      |
| Jönköping             | Lund Göteborg Linköping Norrköping Jönköping Skövde Kristianstad Malmö | Lund Göteborg Linköping Norrköping Jönköping Skövde Kristianstad Malmö | Skövde               |
| arena Kinnarps        | Lund Göteborg Linköping Norrköping Jönköping Skövde Kristianstad Malmö | Lund Göteborg Linköping Norrköping Jönköping Skövde Kristianstad Malmö | arena Skövde         |
| Kapacitet: 7.000      | Lund Göteborg Linköping Norrköping Jönköping Skövde Kristianstad Malmö | Lund Göteborg Linköping Norrköping Jönköping Skövde Kristianstad Malmö | Kapacitet: 2.500     |
|                       | Lund Göteborg Linköping Norrköping Jönköping Skövde Kristianstad Malmö | Lund Göteborg Linköping Norrköping Jönköping Skövde Kristianstad Malmö |                      |
| Kristianstad          | Lund Göteborg Linköping Norrköping Jönköping Skövde Kristianstad Malmö | Lund Göteborg Linköping Norrköping Jönköping Skövde Kristianstad Malmö | Lund                 |
| Kristianstadska arena | Lund Göteborg Linköping Norrköping Jönköping Skövde Kristianstad Malmö | Lund Göteborg Linköping Norrköping Jönköping Skövde Kristianstad Malmö | FFS Arena            |
| Kapacitet: 4.700      | Lund Göteborg Linköping Norrköping Jönköping Skövde Kristianstad Malmö | Lund Göteborg Linköping Norrköping Jönköping Skövde Kristianstad Malmö | Kapacitet: 3.000     |
|                       | Lund Göteborg Linköping Norrköping Jönköping Skövde Kristianstad Malmö | Lund Göteborg Linköping Norrköping Jönköping Skövde Kristianstad Malmö |                      |

## Kvalifikacije
| Natjecanje                                     | Datum                             | Mjesto      | Broj mjesta | Kvalifikanti                                                                    |
| ---------------------------------------------- | --------------------------------- | ----------- | ----------- | ------------------------------------------------------------------------------- |
| Domaćin                                        | -                                 | -           | 1           | Švedska                                                                         |
| Branitelj naslova                              | 1. veljače 2009.                  | Hrvatska    | 1           | Francuska                                                                       |
| Europsko prvenstvo u rukometu – Austrija 2010. | 19. siječnja - 31. siječnja 2010. | Austrija    | 3           | Hrvatska Island Poljska                                                         |
| Azijsko prvenstvo u rukometu 2010.             | 6. veljače - 19. veljače 2010.    | Libanon     | 3           | Južna Koreja Bahrein Japan                                                      |
| Afričko prvenstvo u rukometu 2010.             | 10. veljače - 21. veljače 2010.   | Egipat      | 3           | Tunis Egipat Alžir                                                              |
| Oceanijsko prvenstvo u rukometu 2010.          | 8. svibnja - 10. svibnja 2010.    | Novi Zeland | 1           | Australija                                                                      |
| Play-off u Europi                              | 12. lipnja - 20. lipnja 2010.     |             | 9           | Austrija Danska Španjolska Njemačka Mađarska Norveška Rumunjska Srbija Slovačka |
| Američko prvenstvo u rukometu 2010.            | 22. lipnja - 26. lipnja 2010.     | Čile        | 3           | Brazil Argentina Čile                                                           |

## Suci
| Suci       | Suci                                   |
| ---------- | -------------------------------------- |
| Alžir      | Kacem Mezian Othmane Si Bachir         |
| Argentina  | Carlos Marina Darío Minore             |
| Brazil     | Jesus Menezes Rogério Pinto            |
| Češka      | Jiří Novotný Václav Horáček            |
| Danska     | Per Olesen Lars Ejby Pedersen          |
| Francuska  | Nordine Lazaar Laurent Reveret         |
| Iran       | Moshen Karbaschi Majid Kolahdouzan     |
| Makedonija | Đorđi Načevski Slavko Nikolov          |
| Norveška   | Kenneth Abrahamsen Arne M. Kristiansen |

| Suci             | Suci                                         |
| ---------------- | -------------------------------------------- |
| Njemačka         | Lars Geipel Marcus Helbig                    |
| Obala Bjelokosti | Yalatima Couliabaly Mamadou Diabaté          |
| Rumunjska        | Bogdan Stark Romeo Ştefan                    |
| Slovačka         | Michal Baďura Jaroslav Ondogrecula           |
| Slovenija        | Nenad Krstič Petar Ljubič                    |
| Srbija           | Nenad Nikolić Dušan Stojković                |
| Španjolska       | Óscar Raluy López Ángel Luis Sabroso Ramírez |
| Švedska          | Rickard Canbro Mikael Claesson               |
| UAE              | Omar Al-Marzouqi Mohammad Al-Nuaimi          |

## Skupine za ždrijeb
| 1. šešir                              | 2. šešir                              | 3. šešir                                  | 4. šešir                                      | 5. šešir                                  | 6. šešir                                   |
| ------------------------------------- | ------------------------------------- | ----------------------------------------- | --------------------------------------------- | ----------------------------------------- | ------------------------------------------ |
| - Čile - Bahrein - Japan - Australija | - Egipat - Argentina - Alžir - Brazil | - Mađarska - Tunis - Rumunjska - Slovačka | - Srbija - Austrija - Njemačka - Južna Koreja | - Francuska - Hrvatska - Island - Poljska | - Danska - Španjolska - Švedska - Norveška |

## Skupine
|  | Momčad se kvalificirala u drugi krug |
|  | Momčad igra utakmice za plasman      |

#### Skupina A (Kristianstad/Lund)
|    | Reprezentacija | Bod. | Ut. | Pob. | N. | Por. | Pos. | Pri. | RP  |
| -- | -------------- | ---- | --- | ---- | -- | ---- | ---- | ---- | --- |
| 1. | Francuska      | 9    | 5   | 4    | 1  | 0    | 159  | 106  | +53 |
| 2. | Španjolska     | 9    | 5   | 4    | 1  | 0    | 139  | 110  | +29 |
| 3. | Njemačka       | 6    | 5   | 3    | 0  | 2    | 151  | 125  | +26 |
| 4. | Egipat         | 2    | 5   | 1    | 0  | 4    | 115  | 139  | -24 |
| 5. | Tunis          | 2    | 5   | 2    | 0  | 3    | 114  | 137  | -23 |
| 6. | Bahrein        | 2    | 5   | 1    | 0  | 4    | 105  | 166  | -61 |

| 14. siječnja 2011. 18:00 | Francuska   | 32:19     | Tunis      | Kristianstad Arena, Kristianstad Gledatelji: 2.500 Suci: Olesen, Pedersen |
| 14. siječnja 2011. 18:00 | Karabatić 6 | (15:9)    | Megannem 6 | Kristianstad Arena, Kristianstad Gledatelji: 2.500 Suci: Olesen, Pedersen |
| 14. siječnja 2011. 18:00 | 4× 1×       | izvještaj | 7× 2×      | Kristianstad Arena, Kristianstad Gledatelji: 2.500 Suci: Olesen, Pedersen |

| 14. siječnja 2011. 18:15 | Njemačka     | 30:25     | Egipat     | Färs och Frosta Sparbank Arena, Lund Gledatelji: 1.410 Suci: Horáček, Novotný |
| 14. siječnja 2011. 18:15 | Gensheimer 9 | (15:12)   | El Ahmar 6 | Färs och Frosta Sparbank Arena, Lund Gledatelji: 1.410 Suci: Horáček, Novotný |
| 14. siječnja 2011. 18:15 | 2× 3×        | izvještaj | 2× 3×      | Färs och Frosta Sparbank Arena, Lund Gledatelji: 1.410 Suci: Horáček, Novotný |

| 14. siječnja 2011. 20:15 | Španjolska                             | 33:22     | Bahrein | Kristianstad Arena, Kristianstad Suci: Pinto, Menezes |
| 14. siječnja 2011. 20:15 | Garabaya, García Lorenzana, Parrondo 4 | (16:8)    | Madan 5 | Kristianstad Arena, Kristianstad Suci: Pinto, Menezes |
| 14. siječnja 2011. 20:15 | 3× 2×                                  | izvještaj | 7× 3×   | Kristianstad Arena, Kristianstad Suci: Pinto, Menezes |

| 16. siječnja 2011. 16:15 | Bahrein            | 18:38     | Njemačka   | Kristianstad Arena, Kristianstad Suci: Marina, Minore |
| 16. siječnja 2011. 16:15 | Al Sayyad, Madan 4 | (9:20)    | Kaufmann 9 | Kristianstad Arena, Kristianstad Suci: Marina, Minore |
| 16. siječnja 2011. 16:15 | 5× 2×              | izvještaj | 3×         | Kristianstad Arena, Kristianstad Suci: Marina, Minore |

| 16. siječnja 2011. 17:30 | Tunis          | 18:21     | Španjolska      | Färs och Frosta Sparbank Arena, Lund Gledatelji: 1.820 Suci: Krstič, Ljubič |
| 16. siječnja 2011. 17:30 | Tej, Mgannem 4 | (7:9)     | A. Entrerríos 5 | Färs och Frosta Sparbank Arena, Lund Gledatelji: 1.820 Suci: Krstič, Ljubič |
| 16. siječnja 2011. 17:30 | 5× 3×          | izvještaj | 3×              | Färs och Frosta Sparbank Arena, Lund Gledatelji: 1.820 Suci: Krstič, Ljubič |

| 16. siječnja 2011. 18:45 | Egipat     | 19:28     | Francuska | Kristianstad Arena, Kristianstad Suci: Abrahamsen, Kristiansen |
| 16. siječnja 2011. 18:45 | El Ahmar 4 | (8:12)    | Guigou 5  | Kristianstad Arena, Kristianstad Suci: Abrahamsen, Kristiansen |
| 16. siječnja 2011. 18:45 | 5× 3×      | izvještaj | 4× 2×     | Kristianstad Arena, Kristianstad Suci: Abrahamsen, Kristiansen |

| 17. siječnja 2011. 18:30 | Španjolska                              | 26:24     | Njemačka               | Kristianstad Arena, Kristianstad Gledatelji: 3.247 Suci: Olesen, Pedersen |
| 17. siječnja 2011. 18:30 | Aguinagalde, García Lorenzana, Romero 5 | (13:13)   | Gensheimer, Glandorf 4 | Kristianstad Arena, Kristianstad Gledatelji: 3.247 Suci: Olesen, Pedersen |
| 17. siječnja 2011. 18:30 | 7× 1×                                   | izvještaj | 9× 3× 2×               | Kristianstad Arena, Kristianstad Gledatelji: 3.247 Suci: Olesen, Pedersen |

| 17. siječnja 2011. 20:30 | Francuska | 41:17     | Bahrein     | Färs och Frosta Sparbank Arena, Lund Gledatelji: 850 Suci: Al-Marzouqi, Al-Nuaimi |
| 17. siječnja 2011. 20:30 | Joli 11   | (23:10)   | Al Sayyad 3 | Färs och Frosta Sparbank Arena, Lund Gledatelji: 850 Suci: Al-Marzouqi, Al-Nuaimi |
| 17. siječnja 2011. 20:30 | 3×        | izvještaj | 2× 1×       | Färs och Frosta Sparbank Arena, Lund Gledatelji: 850 Suci: Al-Marzouqi, Al-Nuaimi |

| 17. siječnja 2011. 20:45 | Tunis     | 23:27     | Egipat      | Kristianstad Arena, Kristianstad Gledatelji: 3.247 Suci: Horáček, Novotný |
| 17. siječnja 2011. 20:45 | Ayed 7    | (10:11)   | El Ahmar 10 | Kristianstad Arena, Kristianstad Gledatelji: 3.247 Suci: Horáček, Novotný |
| 17. siječnja 2011. 20:45 | 10× 3× 1× | izvještaj | 5× 3×       | Kristianstad Arena, Kristianstad Gledatelji: 3.247 Suci: Horáček, Novotný |

| 19. siječnja 2011. 18:00 | Bahrein     | 21:28     | Tunis | Färs och Frosta Sparbank Arena, Lund Gledatelji: 950 Suci: Marina, Minore |
| 19. siječnja 2011. 18:00 | Al Sayyad 6 | (12:15)   | Tej 7 | Färs och Frosta Sparbank Arena, Lund Gledatelji: 950 Suci: Marina, Minore |
| 19. siječnja 2011. 18:00 | 5× 3×       | Izvještaj | 5× 4× | Färs och Frosta Sparbank Arena, Lund Gledatelji: 950 Suci: Marina, Minore |

| 19. siječnja 2011. 18:15 | Njemačka | 23:30     | Francuska   | Kristianstad Arena, Kristianstad Gledatelji: 4.148 Suci: Horáček, Novotný |
| 19. siječnja 2011. 18:15 | Kraus 7  | (10:13)   | Accambray 5 | Kristianstad Arena, Kristianstad Gledatelji: 4.148 Suci: Horáček, Novotný |
| 19. siječnja 2011. 18:15 | 5× 3×    | Izvještaj | 2× 3×       | Kristianstad Arena, Kristianstad Gledatelji: 4.148 Suci: Horáček, Novotný |

| 19. siječnja 2011. 20:30 | Španjolska | 31:18     | Egipat    | Kristianstad Arena, Kristianstad Gledatelji: 4.148 Suci: Krstič, Ljubič |
| 19. siječnja 2011. 20:30 | Rocas 7    | (14:9)    | Mamdouh 5 | Kristianstad Arena, Kristianstad Gledatelji: 4.148 Suci: Krstič, Ljubič |
| 19. siječnja 2011. 20:30 | 1× 2×      | Izvještaj | 4× 3× 1×  | Kristianstad Arena, Kristianstad Gledatelji: 4.148 Suci: Krstič, Ljubič |

| 20. siječnja 2011. 18:00 | Egipat    | 26:27     | Bahrein     | Färs och Frosta Sparbank Arena, Lund Gledatelji: 750 Suci: Karbaschi, Kolahdouzan |
| 20. siječnja 2011. 18:00 | Mabrouk 7 | (16:15)   | Al Sayyad 9 | Färs och Frosta Sparbank Arena, Lund Gledatelji: 750 Suci: Karbaschi, Kolahdouzan |
| 20. siječnja 2011. 18:00 | 4× 3×     | Izvještaj | 3×          | Färs och Frosta Sparbank Arena, Lund Gledatelji: 750 Suci: Karbaschi, Kolahdouzan |

| 20. siječnja 2011. 18:30 | Njemačka | 36:26     | Tunis      | Kristianstad Arena, Kristianstad Gledatelji: 3.885 Suci: Baďura, Ondogrecula |
| 20. siječnja 2011. 18:30 | Hens 6   | (15:12)   | Megannem 6 | Kristianstad Arena, Kristianstad Gledatelji: 3.885 Suci: Baďura, Ondogrecula |
| 20. siječnja 2011. 18:30 | 3×       | Izvještaj | 2× 3× 1×   | Kristianstad Arena, Kristianstad Gledatelji: 3.885 Suci: Baďura, Ondogrecula |

| 20. siječnja 2011. 20:45 | Francuska | 28:28     | Španjolska      | Kristianstad Arena, Kristianstad Gledatelji: 3.885 Suci: Olesen, Pedersen |
| 20. siječnja 2011. 20:45 | Guigou 6  | (18:13)   | A. Entrerríos 7 | Kristianstad Arena, Kristianstad Gledatelji: 3.885 Suci: Olesen, Pedersen |
| 20. siječnja 2011. 20:45 | 4×        | Izvještaj | 4× 3×           | Kristianstad Arena, Kristianstad Gledatelji: 3.885 Suci: Olesen, Pedersen |

#### Skupina B (Norrköping/Linköping)
|    | Reprezentacija | Bod. | Ut. | Pob. | N. | Por. | Pos. | Pri. | RP  |
| -- | -------------- | ---- | --- | ---- | -- | ---- | ---- | ---- | --- |
| 1. | Island         | 10   | 5   | 5    | 0  | 0    | 157  | 119  | +38 |
| 2. | Mađarska       | 8    | 5   | 4    | 0  | 1    | 148  | 133  | +15 |
| 3. | Norveška       | 6    | 5   | 3    | 0  | 2    | 140  | 137  | +3  |
| 4. | Japan          | 4    | 5   | 2    | 0  | 3    | 141  | 161  | -20 |
| 5. | Austrija       | 2    | 5   | 1    | 0  | 4    | 144  | 148  | -4  |
| 6. | Brazil         | 0    | 5   | 0    | 0  | 5    | 131  | 163  | -32 |

| 14. siječnja 2011. 17:00 | Island       | 32:26     | Mađarska | Himmelstalundshallen, Norrköping Gledatelji: 2.753 Suci: López, Ramírez |
| 14. siječnja 2011. 17:00 | Pálmarsson 8 | (14:11)   | Mocsai 5 | Himmelstalundshallen, Norrköping Gledatelji: 2.753 Suci: López, Ramírez |
| 14. siječnja 2011. 17:00 | 4× 3×        | izvještaj | 5× 3× 1× | Himmelstalundshallen, Norrköping Gledatelji: 2.753 Suci: López, Ramírez |

| 14. siječnja 2011. 19:10 | Norveška | 35:29     | Japan      | Himmelstalundshallen, Norrköping Gledatelji: 2.753 Suci: Mezian, Si Bachir |
| 14. siječnja 2011. 19:10 | Myrhol 9 | (18:13)   | Kadojama 7 | Himmelstalundshallen, Norrköping Gledatelji: 2.753 Suci: Mezian, Si Bachir |
| 14. siječnja 2011. 19:10 | 8× 2×    | izvještaj | 1× 3×      | Himmelstalundshallen, Norrköping Gledatelji: 2.753 Suci: Mezian, Si Bachir |

| 14. siječnja 2011. 21:30 | Austrija     | 34:24     | Brazil              | Himmelstalundshallen, Norrköping Gledatelji: 2.753 Suci: Geipel, Helbig |
| 14. siječnja 2011. 21:30 | Wilczynski 9 | (17:13)   | Bortolini, Santos 4 | Himmelstalundshallen, Norrköping Gledatelji: 2.753 Suci: Geipel, Helbig |
| 14. siječnja 2011. 21:30 | 4× 3×        | izvještaj | 2× 3×               | Himmelstalundshallen, Norrköping Gledatelji: 2.753 Suci: Geipel, Helbig |

| 15. siječnja 2011. 16:30 | Mađarska                          | 26:23     | Norveška   | Himmelstalundshallen, Norrköping Suci: Geipel, Helbig |
| 15. siječnja 2011. 16:30 | Ilyés, G. Iváncsik, T. Iváncsik 5 | (14:16)   | Kjelling 7 | Himmelstalundshallen, Norrköping Suci: Geipel, Helbig |
| 15. siječnja 2011. 16:30 | 2× 3×                             | Izvještaj | 4× 3×      | Himmelstalundshallen, Norrköping Suci: Geipel, Helbig |

| 15. siječnja 2011. 18:45 | Japan      | 33:30     | Austrija   | Himmelstalundshallen, Norrköping Suci: López, Ramírez |
| 15. siječnja 2011. 18:45 | Mijazaki 8 | (18:11)   | Szilágyi 8 | Himmelstalundshallen, Norrköping Suci: López, Ramírez |
| 15. siječnja 2011. 18:45 | 3× 2×      | Izvještaj | 2× 3×      | Himmelstalundshallen, Norrköping Suci: López, Ramírez |

| 15. siječnja 2011. 21:00 | Brazil    | 26:34     | Island        | Himmelstalundshallen, Norrköping Suci: Canbro, Claesson |
| 15. siječnja 2011. 21:00 | Ribeiro 7 | (12:19)   | Sigurðsson 11 | Himmelstalundshallen, Norrköping Suci: Canbro, Claesson |
| 15. siječnja 2011. 21:00 | 2× 3×     | Izvještaj | 3×            | Himmelstalundshallen, Norrköping Suci: Canbro, Claesson |

| 17. siječnja 2011. 17:00 | Mađarska    | 36:24     | Brazil      | Cloetta Center, Linköping Suci: Nikolić, Stojković |
| 17. siječnja 2011. 17:00 | Harsányi 10 | (18:11)   | Bortolini 8 | Cloetta Center, Linköping Suci: Nikolić, Stojković |
| 17. siječnja 2011. 17:00 | 4× 3× 1×    | Izvještaj | 4× 2×       | Cloetta Center, Linköping Suci: Nikolić, Stojković |

| 17. siječnja 2011. 19:10 | Norveška   | 33:27     | Austrija  | Cloetta Center, Linköping Gledatelji: 2.700 Suci: Canbro, Claesson |
| 17. siječnja 2011. 19:10 | Tvedten 10 | (16:11)   | Božović 6 | Cloetta Center, Linköping Gledatelji: 2.700 Suci: Canbro, Claesson |
| 17. siječnja 2011. 19:10 | 3× 2×      | Izvještaj | 3×        | Cloetta Center, Linköping Gledatelji: 2.700 Suci: Canbro, Claesson |

| 17. siječnja 2011. 21:30 | Island       | 36:22     | Japan      | Cloetta Center, Linköping Suci: Coulibaly, Diabaté |
| 17. siječnja 2011. 21:30 | Sigurðsson 9 | (22:8)    | Kadojama 5 | Cloetta Center, Linköping Suci: Coulibaly, Diabaté |
| 17. siječnja 2011. 21:30 | 7× 3×        | Izvještaj | 2×         | Cloetta Center, Linköping Suci: Coulibaly, Diabaté |

| 18. siječnja 2011. 17:00 | Japan      | 24:28     | Mađarska      | Cloetta Center, Linköping Gledatelji: 1.800 Suci: Canbro, Claesson |
| 18. siječnja 2011. 17:00 | Mijazaki 5 | (8:13)    | G. Iváncsik 9 | Cloetta Center, Linköping Gledatelji: 1.800 Suci: Canbro, Claesson |
| 18. siječnja 2011. 17:00 | 3×         | Izvještaj | 3× 2×         | Cloetta Center, Linköping Gledatelji: 1.800 Suci: Canbro, Claesson |

| 18. siječnja 2011. 19:10 | Norveška | 26:25     | Brazil    | Cloetta Center, Linköping Gledatelji: 2.717 Suci: Coulibaly, Diabaté |
| 18. siječnja 2011. 19:10 | Myrhol 7 | (13:12)   | Pacheco 6 | Cloetta Center, Linköping Gledatelji: 2.717 Suci: Coulibaly, Diabaté |
| 18. siječnja 2011. 19:10 | 4× 3×    | Izvještaj | 5× 3×     | Cloetta Center, Linköping Gledatelji: 2.717 Suci: Coulibaly, Diabaté |

| 18. siječnja 2011. 21:30 | Austrija | 23:26     | Island      | Cloetta Center, Linköping Gledatelji: 2.612 Suci: Stark, Ştefan |
| 18. siječnja 2011. 21:30 | Weber 8  | (16:11)   | Petersson 7 | Cloetta Center, Linköping Gledatelji: 2.612 Suci: Stark, Ştefan |
| 18. siječnja 2011. 21:30 | 9× 4× 2× | Izvještaj | 5× 3×       | Cloetta Center, Linköping Gledatelji: 2.612 Suci: Stark, Ştefan |

| 20. siječnja 2011. 17:00 | Brazil     | 32:33     | Japan       | Cloetta Center, Linköping Gledatelji: 4.252 Suci: Stark, Ştefan |
| 20. siječnja 2011. 17:00 | Teixeira 8 | (12:13)   | Suematsu 12 | Cloetta Center, Linköping Gledatelji: 4.252 Suci: Stark, Ştefan |
| 20. siječnja 2011. 17:00 | 3× 2×      | Izvještaj | 3×          | Cloetta Center, Linköping Gledatelji: 4.252 Suci: Stark, Ştefan |

| 20. siječnja 2011. 19:10 | Island       | 29:22     | Norveška  | Cloetta Center, Linköping Gledatelji: 5.817 Suci: Canbro, Claesson |
| 20. siječnja 2011. 19:10 | Guðjónsson 7 | (12:12)   | Tvedten 7 | Cloetta Center, Linköping Gledatelji: 5.817 Suci: Canbro, Claesson |
| 20. siječnja 2011. 19:10 | 5× 3×        | Izvještaj | 5× 4×     | Cloetta Center, Linköping Gledatelji: 5.817 Suci: Canbro, Claesson |

| 20. siječnja 2011. 21:30 | Austrija   | 30:32     | Mađarska        | Cloetta Center, Linköping Gledatelji: 2.340 Suci: Nikolić, Stojković |
| 20. siječnja 2011. 21:30 | Szilágyi 7 | (16:13)   | Császár, Törő 5 | Cloetta Center, Linköping Gledatelji: 2.340 Suci: Nikolić, Stojković |
| 20. siječnja 2011. 21:30 | 3× 2×      | Izvještaj | 2× 4×           | Cloetta Center, Linköping Gledatelji: 2.340 Suci: Nikolić, Stojković |

#### Skupina C (Malmö/Lund)
|    | Reprezentacija | Bod. | Ut. | Pob. | N. | Por. | Pos. | Pri. | RP   |
| -- | -------------- | ---- | --- | ---- | -- | ---- | ---- | ---- | ---- |
| 1. | Danska         | 10   | 5   | 5    | 0  | 0    | 181  | 117  | +64  |
| 2. | Hrvatska       | 7    | 5   | 3    | 1  | 1    | 148  | 109  | +39  |
| 3. | Srbija         | 5    | 5   | 2    | 1  | 1    | 139  | 139  | 0    |
| 4. | Alžir          | 4    | 5   | 2    | 0  | 3    | 100  | 109  | -9   |
| 5. | Rumunjska      | 4    | 5   | 1    | 0  | 3    | 132  | 123  | +9   |
| 6. | Australija     | 0    | 5   | 0    | 0  | 5    | 77   | 180  | -103 |

| 14. siječnja 2011. 18:00 | Hrvatska | 27:21     | Rumunjska    | Malmö Arena, Malmö Gledatelji: 6.643 Suci: Lazaar, Reveret |
| 14. siječnja 2011. 18:00 | Štrlek 8 | (11:13)   | A. Stamate 7 | Malmö Arena, Malmö Gledatelji: 6.643 Suci: Lazaar, Reveret |
| 14. siječnja 2011. 18:00 | 5× 3×    | izvještaj | 5× 3×        | Malmö Arena, Malmö Gledatelji: 6.643 Suci: Lazaar, Reveret |

| 14. siječnja 2011. 20:15 | Danska            | 47:12     | Australija | Malmö Arena, Malmö Gledatelji: 6.643 Suci: Marina, Minore |
| 14. siječnja 2011. 20:15 | L. Christiansen 8 | (21:8)    | Calvert 4  | Malmö Arena, Malmö Gledatelji: 6.643 Suci: Marina, Minore |
| 14. siječnja 2011. 20:15 | 2×                | izvještaj | 5× 3×      | Malmö Arena, Malmö Gledatelji: 6.643 Suci: Marina, Minore |

| 14. siječnja 2011. 20:45 | Srbija  | 25:24     | Alžir     | Färs och Frosta Sparbank Arena, Lund Gledatelji: 1.275 Suci: Al-Marzouqi, Al-Nuaimi |
| 14. siječnja 2011. 20:45 | Vujin 6 | (13:9)    | Berkous 7 | Färs och Frosta Sparbank Arena, Lund Gledatelji: 1.275 Suci: Al-Marzouqi, Al-Nuaimi |
| 14. siječnja 2011. 20:45 | 3×      | izvještaj | 2× 3×     | Färs och Frosta Sparbank Arena, Lund Gledatelji: 1.275 Suci: Al-Marzouqi, Al-Nuaimi |

| 16. siječnja 2011. 18:00 | Australija | 18:35     | Srbija  | Malmö Arena, Malmö Suci: Karbaschi, Kolahdouzan |
| 16. siječnja 2011. 18:00 | Fletcher 5 | (8:16)    | Vujin 7 | Malmö Arena, Malmö Suci: Karbaschi, Kolahdouzan |
| 16. siječnja 2011. 18:00 | 6× 3×      | izvještaj | 7× 3×   | Malmö Arena, Malmö Suci: Karbaschi, Kolahdouzan |

| 16. siječnja 2011. 20:00 | Alžir              | 15:26     | Hrvatska | Färs och Frosta Sparbank Arena, Lund Gledatelji: 1.943 Suci: Menezes, Pinto |
| 16. siječnja 2011. 20:00 | Berkous, Boultif 4 | (11:11)   | Balić 6  | Färs och Frosta Sparbank Arena, Lund Gledatelji: 1.943 Suci: Menezes, Pinto |
| 16. siječnja 2011. 20:00 | 4× 3×              | izvještaj | 6× 3×    | Färs och Frosta Sparbank Arena, Lund Gledatelji: 1.943 Suci: Menezes, Pinto |

| 16. siječnja 2011. 20:15 | Rumunjska | 30:39     | Danska            | Malmö Arena, Malmö Suci: Baďura, Ondogrecula |
| 16. siječnja 2011. 20:15 | Florea 7  | (16:17)   | L. Christiansen 6 | Malmö Arena, Malmö Suci: Baďura, Ondogrecula |
| 16. siječnja 2011. 20:15 | 2× 3×     | izvještaj | 4× 3×             | Malmö Arena, Malmö Suci: Baďura, Ondogrecula |

| 17. siječnja 2011. 18:00 | Hrvatska | 42:15     | Australija                   | Malmö Arena, Malmö Suci: Baďura, Ondogrecula |
| 17. siječnja 2011. 18:00 | Musa 8   | (19:9)    | Calvert, Fletcher, Subotic 3 | Malmö Arena, Malmö Suci: Baďura, Ondogrecula |
| 17. siječnja 2011. 18:00 | 1×       | Izvještaj | 3×                           | Malmö Arena, Malmö Suci: Baďura, Ondogrecula |

| 17. siječnja 2011. 18:00 | Rumunjska | 14:15     | Alžir              | Färs och Frosta Sparbank Arena, Lund Gledatelji: 920 Suci: Abrahamsen, Kristiansen |
| 17. siječnja 2011. 18:00 | Ghionea 7 | (10:8)    | Berkous, Boultif 4 | Färs och Frosta Sparbank Arena, Lund Gledatelji: 920 Suci: Abrahamsen, Kristiansen |
| 17. siječnja 2011. 18:00 | 4× 2×     | Izvještaj | 5× 2×              | Färs och Frosta Sparbank Arena, Lund Gledatelji: 920 Suci: Abrahamsen, Kristiansen |

| 17. siječnja 2011. 20:15 | Danska    | 35:27     | Srbija  | Malmö Arena, Malmö Gledatelji: 8.164 Suci: Lazaar, Reveret |
| 17. siječnja 2011. 20:15 | Hansen 11 | (16:14)   | Vujin 7 | Malmö Arena, Malmö Gledatelji: 8.164 Suci: Lazaar, Reveret |
| 17. siječnja 2011. 20:15 | 2× 3×     | Izvještaj | 6× 3×   | Malmö Arena, Malmö Gledatelji: 8.164 Suci: Lazaar, Reveret |

| 19. siječnja 2011. 18:00 | Srbija     | 24:24     | Hrvatska | Malmö Arena, Malmö Gledatelji: 7.269 Suci: Abrahamsen, Kristiansen |
| 19. siječnja 2011. 18:00 | Nikčević 7 | (13:12)   | Vori 8   | Malmö Arena, Malmö Gledatelji: 7.269 Suci: Abrahamsen, Kristiansen |
| 19. siječnja 2011. 18:00 | 4×         | Izvještaj | 2× 3×    | Malmö Arena, Malmö Gledatelji: 7.269 Suci: Abrahamsen, Kristiansen |

| 19. siječnja 2011. 20:15 | Danska                | 26:19     | Alžir     | Malmö Arena, Malmö Gledatelji: 8.830 Suci: Karbaschi, Kolahdouzan |
| 19. siječnja 2011. 20:15 | Hansen, Svan Hansen 5 | (16:9)    | Boultif 5 | Malmö Arena, Malmö Gledatelji: 8.830 Suci: Karbaschi, Kolahdouzan |
| 19. siječnja 2011. 20:15 | 4× 3×                 | Izvještaj | 6× 2×     | Malmö Arena, Malmö Gledatelji: 8.830 Suci: Karbaschi, Kolahdouzan |

| 19. siječnja 2011. 20:30 | Australija | 14:29     | Rumunjska | Färs och Frosta Sparbank Arena, Lund Gledatelji: 800 Suci: Menezes, Pinto |
| 19. siječnja 2011. 20:30 | Calvert 7  | (6:14)    | Florea 5  | Färs och Frosta Sparbank Arena, Lund Gledatelji: 800 Suci: Menezes, Pinto |
| 19. siječnja 2011. 20:30 | 4× 3×      | Izvještaj | 4× 2×     | Färs och Frosta Sparbank Arena, Lund Gledatelji: 800 Suci: Menezes, Pinto |

| 20. siječnja 2011. 18:00 | Alžir                         | 27:18     | Australija | Malmö Arena, Malmö Gledatelji: 4.960 Suci: Al-Marzouqi, Al-Nuaimi |
| 20. siječnja 2011. 18:00 | Hamed, Berkous, Hamoud Ayat 5 | (12:11)   | Fletcher 6 | Malmö Arena, Malmö Gledatelji: 4.960 Suci: Al-Marzouqi, Al-Nuaimi |
| 20. siječnja 2011. 18:00 | 1× 3×                         | Izvještaj | 2×         | Malmö Arena, Malmö Gledatelji: 4.960 Suci: Al-Marzouqi, Al-Nuaimi |

| 20. siječnja 2011. 20:15 | Hrvatska | 29:34     | Danska         | Malmö Arena, Malmö Gledatelji: 11.307 Suci: Lazaar, Reveret |
| 20. siječnja 2011. 20:15 | Zrnić 8  | (16:15)   | Søndergaard 10 | Malmö Arena, Malmö Gledatelji: 11.307 Suci: Lazaar, Reveret |
| 20. siječnja 2011. 20:15 | 4×       | Izvještaj | 3×             | Malmö Arena, Malmö Gledatelji: 11.307 Suci: Lazaar, Reveret |

| 20. siječnja 2011. 20:30 | Srbija | 28:38     | Rumunjska    | Färs och Frosta Sparbank Arena, Lund Gledatelji: 860 Suci: Krstič, Ljubič |
| 20. siječnja 2011. 20:30 | Ilić 6 | (17:20)   | A. Stamate 9 | Färs och Frosta Sparbank Arena, Lund Gledatelji: 860 Suci: Krstič, Ljubič |
| 20. siječnja 2011. 20:30 | 4× 3×  | Izvještaj | 2×           | Färs och Frosta Sparbank Arena, Lund Gledatelji: 860 Suci: Krstič, Ljubič |

#### Skupina D (Göteborg)
|    | Reprezentacija | Bod. | Ut. | Pob. | N. | Por. | Pos. | Pri. | RP  |
| -- | -------------- | ---- | --- | ---- | -- | ---- | ---- | ---- | --- |
| 1. | Švedska        | 8    | 5   | 4    | 0  | 1    | 142  | 112  | +30 |
| 2. | Poljska        | 8    | 5   | 4    | 0  | 1    | 143  | 123  | +20 |
| 3. | Argentina      | 7    | 5   | 3    | 1  | 1    | 133  | 114  | +19 |
| 4. | Južna Koreja   | 5    | 5   | 2    | 1  | 2    | 137  | 128  | +9  |
| 5. | Slovačka       | 1    | 5   | 0    | 1  | 4    | 128  | 156  | -28 |
| 6. | Čile           | 1    | 5   | 0    | 1  | 4    | 117  | 167  | -50 |

| 13. siječnja 2011. 20:15 | Švedska    | 28:18     | Čile              | Scandinavium, Göteborg Gledatelji: 10.368 Suci: Nikolić, Stojković |
| 13. siječnja 2011. 20:15 | Du Rietz 6 | (15:8)    | Emil Feuchtmann 4 | Scandinavium, Göteborg Gledatelji: 10.368 Suci: Nikolić, Stojković |
| 13. siječnja 2011. 20:15 | 6× 3×      | Izvještaj | 2× 3×             | Scandinavium, Göteborg Gledatelji: 10.368 Suci: Nikolić, Stojković |

| 14. siječnja 2011. 18:15 | Južna Koreja  | 25:25     | Argentina   | Scandinavium, Göteborg Gledatelji: 1.733 Suci: Stark, Ştefan |
| 14. siječnja 2011. 18:15 | Jae Woo Lee 9 | (14:11)   | Fernández 5 | Scandinavium, Göteborg Gledatelji: 1.733 Suci: Stark, Ştefan |
| 14. siječnja 2011. 18:15 | 6× 3×         | izvještaj | 6× 2×       | Scandinavium, Göteborg Gledatelji: 1.733 Suci: Stark, Ştefan |

| 14. siječnja 2011. 20:15 | Poljska      | 35:33     | Slovačka     | Scandinavium, Göteborg Gledatelji: 2.486 Suci: Načevski, Nikolov |
| 14. siječnja 2011. 20:15 | Tłuczyński 7 | (15:17)   | Stranovský 9 | Scandinavium, Göteborg Gledatelji: 2.486 Suci: Načevski, Nikolov |
| 14. siječnja 2011. 20:15 | 6× 3×        | izvještaj | 3×           | Scandinavium, Göteborg Gledatelji: 2.486 Suci: Načevski, Nikolov |

| 15. siječnja 2011. 16:15 | Čile              | 22:37     | Južna Koreja   | Scandinavium, Göteborg Gledatelji: 7.727 Suci: Coulibaly, Diabaté |
| 15. siječnja 2011. 16:15 | Emil Feuchtmann 8 | (12:15)   | Yu Dong Geun 9 | Scandinavium, Göteborg Gledatelji: 7.727 Suci: Coulibaly, Diabaté |
| 15. siječnja 2011. 16:15 | 5× 2×             | Izvještaj | 4× 2×          | Scandinavium, Göteborg Gledatelji: 7.727 Suci: Coulibaly, Diabaté |

| 15. siječnja 2011. 18:15 | Slovačka  | 22:38     | Švedska  | Scandinavium, Göteborg Gledatelji: 11.491 Suci: Stark, Ştefan |
| 15. siječnja 2011. 18:15 | Kukučka 4 | (14:15)   | Ekberg 8 | Scandinavium, Göteborg Gledatelji: 11.491 Suci: Stark, Ştefan |
| 15. siječnja 2011. 18:15 | 4× 3×     | Izvještaj | 6× 3×    | Scandinavium, Göteborg Gledatelji: 11.491 Suci: Stark, Ştefan |

| 15. siječnja 2011. 20:15 | Argentina            | 23:24     | Poljska      | Scandinavium, Göteborg Gledatelji: 7.996 Suci: Nikolić, Stojković |
| 15. siječnja 2011. 20:15 | D. Simonet, Vieyra 6 | (6:11)    | Tłuczyński 5 | Scandinavium, Göteborg Gledatelji: 7.996 Suci: Nikolić, Stojković |
| 15. siječnja 2011. 20:15 | 6× 3× 1×             | Izvještaj | 7× 3× 1×     | Scandinavium, Göteborg Gledatelji: 7.996 Suci: Nikolić, Stojković |

| 17. siječnja 2011. 16:15 | Slovačka           | 18:23     | Argentina   | Scandinavium, Göteborg Gledatelji: 3.057 Suci: Geipel, Helbig |
| 17. siječnja 2011. 16:15 | Valo, Straňovský 4 | (9:7)     | Fernández 9 | Scandinavium, Göteborg Gledatelji: 3.057 Suci: Geipel, Helbig |
| 17. siječnja 2011. 16:15 | 4× 3×              | Izvještaj | 3× 2×       | Scandinavium, Göteborg Gledatelji: 3.057 Suci: Geipel, Helbig |

| 17. siječnja 2011. 18:15 | Poljska               | 38:23     | Čile                        | Scandinavium, Göteborg Gledatelji: 5.535 Suci: Mezian, Si Bachir |
| 17. siječnja 2011. 18:15 | Jurasik, Tłuczyński 6 | (15:13)   | Erwin Feuchtmann, Salinas 6 | Scandinavium, Göteborg Gledatelji: 5.535 Suci: Mezian, Si Bachir |
| 17. siječnja 2011. 18:15 | 5× 3× 1×              | Izvještaj | 3×                          | Scandinavium, Göteborg Gledatelji: 5.535 Suci: Mezian, Si Bachir |

| 17. siječnja 2011. 20:15 | Švedska   | 30:24     | Južna Koreja   | Scandinavium, Göteborg Gledatelji: 8.109 Suci: Načevski, Nikolov |
| 17. siječnja 2011. 20:15 | Källman 8 | (14:12)   | Yu Dong Geun 7 | Scandinavium, Göteborg Gledatelji: 8.109 Suci: Načevski, Nikolov |
| 17. siječnja 2011. 20:15 | 11× 4× 1× | Izvještaj | 4× 3×          | Scandinavium, Göteborg Gledatelji: 8.109 Suci: Načevski, Nikolov |

| 18. siječnja 2011. 16:15 | Čile               | 29:29     | Slovačka | Scandinavium, Göteborg Gledatelji: 3.112 Suci: Načevski, Nikolov |
| 18. siječnja 2011. 16:15 | Emil Feuchtmann 11 | (15:12)   | Šulc 7   | Scandinavium, Göteborg Gledatelji: 3.112 Suci: Načevski, Nikolov |
| 18. siječnja 2011. 16:15 | 4× 3× 1×           | Izvještaj | 5× 4×    | Scandinavium, Göteborg Gledatelji: 3.112 Suci: Načevski, Nikolov |

| 18. siječnja 2011. 18:15 | Južna Koreja   | 20:25     | Poljska               | Scandinavium, Göteborg Gledatelji: 6.001 Suci: Geipel, Helbig |
| 18. siječnja 2011. 18:15 | Yu Dong Geun 5 | (11:10)   | B. Jurecki, Tkaczyk 5 | Scandinavium, Göteborg Gledatelji: 6.001 Suci: Geipel, Helbig |
| 18. siječnja 2011. 18:15 | 3× 2×          | Izvještaj | 3× 1×                 | Scandinavium, Göteborg Gledatelji: 6.001 Suci: Geipel, Helbig |

| 18. siječnja 2011. 20:15 | Švedska   | 22:27     | Argentina | Scandinavium, Göteborg Gledatelji: 9.044 Suci: López, Ramírez |
| 18. siječnja 2011. 20:15 | Larholm 5 | (10:12)   | Pizzaro 6 | Scandinavium, Göteborg Gledatelji: 9.044 Suci: López, Ramírez |
| 18. siječnja 2011. 20:15 | 2× 3×     | Izvještaj | 4×        | Scandinavium, Göteborg Gledatelji: 9.044 Suci: López, Ramírez |

| 20. siječnja 2011. 16:15 | Južna Koreja                   | 31:26     | Slovačka | Scandinavium, Göteborg Gledatelji: 2.922 Suci: López, Ramírez |
| 20. siječnja 2011. 16:15 | Jeong Yi Kyeong, Lee Jae Woo 8 | (14:10)   | Antl 9   | Scandinavium, Göteborg Gledatelji: 2.922 Suci: López, Ramírez |
| 20. siječnja 2011. 16:15 | 4× 2× 1×                       | Izvještaj | 6× 3× 1× | Scandinavium, Göteborg Gledatelji: 2.922 Suci: López, Ramírez |

| 20. siječnja 2011. 18:15 | Argentina | 35:25     | Čile              | Scandinavium, Göteborg Gledatelji: 7.760 Suci: Mezian, Si Bachir |
| 20. siječnja 2011. 18:15 | Pizzaro 9 | (15:13)   | Emil Feuchtmann 7 | Scandinavium, Göteborg Gledatelji: 7.760 Suci: Mezian, Si Bachir |
| 20. siječnja 2011. 18:15 | 8× 3×     | Izvještaj | 4× 1×             | Scandinavium, Göteborg Gledatelji: 7.760 Suci: Mezian, Si Bachir |

| 20. siječnja 2011. 20:15 | Poljska       | 21:24     | Švedska   | Scandinavium, Göteborg Gledatelji: 11.606 Suci: Geipel, Helbig |
| 20. siječnja 2011. 20:15 | M. Lijewski 6 | (12:14)   | Larholm 5 | Scandinavium, Göteborg Gledatelji: 11.606 Suci: Geipel, Helbig |
| 20. siječnja 2011. 20:15 | 4× 2×         | Izvještaj | 5× 3×     | Scandinavium, Göteborg Gledatelji: 11.606 Suci: Geipel, Helbig |

## Drugi krug
|  | Momčad se kvalificirala u polufinale |
|  | Momčad igra utakmice za plasman      |

#### Skupina I (Jönköping)
|    | Reprezentacija | Bod. | Ut. | Pob. | N. | Por. | Pos. | Pri. | RP  |
| -- | -------------- | ---- | --- | ---- | -- | ---- | ---- | ---- | --- |
| 1. | Francuska      | 9    | 5   | 4    | 1  | 0    | 160  | 129  | +31 |
| 2. | Španjolska     | 9    | 5   | 4    | 1  | 0    | 148  | 127  | +21 |
| 3. | Island         | 4    | 5   | 2    | 0  | 3    | 137  | 141  | -4  |
| 4. | Mađarska       | 4    | 5   | 2    | 0  | 3    | 127  | 147  | -20 |
| 5. | Norveška       | 2    | 5   | 1    | 0  | 4    | 143  | 153  | -10 |
| 6. | Njemačka       | 2    | 5   | 1    | 0  | 4    | 124  | 142  | -18 |

| 22. siječnja 2011. 16:15 | Španjolska | 32:27     | Norveška | Kinnarps Arena, Jönköping Gledatelji: 5.451 Suci: Stark, Ştefan |
| 22. siječnja 2011. 16:15 | Romero 7   | (15:12)   | Myrhol 8 | Kinnarps Arena, Jönköping Gledatelji: 5.451 Suci: Stark, Ştefan |
| 22. siječnja 2011. 16:15 | 2× 3×      | Izvještaj | 3×       | Kinnarps Arena, Jönköping Gledatelji: 5.451 Suci: Stark, Ştefan |

| 22. siječnja 2011. 18:30 | Njemačka          | 27:24     | Island      | Kinnarps Arena, Jönköping Gledatelji: 5.670 Suci: Nikolić, Stojković |
| 22. siječnja 2011. 18:30 | Preis, Sprenger 5 | (15:13)   | Petersson 7 | Kinnarps Arena, Jönköping Gledatelji: 5.670 Suci: Nikolić, Stojković |
| 22. siječnja 2011. 18:30 | 3×                | Izvještaj | 2× 3×       | Kinnarps Arena, Jönköping Gledatelji: 5.670 Suci: Nikolić, Stojković |

| 22. siječnja 2011. 20:45 | Francuska   | 37:24     | Mađarska | Kinnarps Arena, Jönköping Gledatelji: 2.393 Suci: Krstič, Ljubič |
| 22. siječnja 2011. 20:45 | Karabatić 7 | (18:13)   | Mocsai 7 | Kinnarps Arena, Jönköping Gledatelji: 2.393 Suci: Krstič, Ljubič |
| 22. siječnja 2011. 20:45 | 2× 3×       | Izvještaj | 4× 3× 1× | Kinnarps Arena, Jönköping Gledatelji: 2.393 Suci: Krstič, Ljubič |

| 24. siječnja 2011. 16:00 | Island      | 24:32     | Španjolska                | Kinnarps Arena, Jönköping Gledatelji: 3.922 Suci: Krstič, Ljubič |
| 24. siječnja 2011. 16:00 | Petersson 5 | (10:20)   | R. Entrerríos, Gurbindo 6 | Kinnarps Arena, Jönköping Gledatelji: 3.922 Suci: Krstič, Ljubič |
| 24. siječnja 2011. 16:00 | 7× 3×       | Izvještaj | 4× 3× 1×                  | Kinnarps Arena, Jönköping Gledatelji: 3.922 Suci: Krstič, Ljubič |

| 24. siječnja 2011. 18:15 | Mađarska                          | 27:25     | Njemačka   | Kinnarps Arena, Jönköping Gledatelji: 3.963 Suci: Olesen, Pedersen |
| 24. siječnja 2011. 18:15 | Pérez, T. Iváncsik, G. Iváncsik 5 | (10:12)   | Glandorf 5 | Kinnarps Arena, Jönköping Gledatelji: 3.963 Suci: Olesen, Pedersen |
| 24. siječnja 2011. 18:15 | 5× 3×                             | Izvještaj | 4× 3×      | Kinnarps Arena, Jönköping Gledatelji: 3.963 Suci: Olesen, Pedersen |

| 24. siječnja 2011. 20:30 | Norveška     | 26:31     | Francuska                    | Kinnarps Arena, Jönköping Gledatelji: 3.847 Suci: Menezes, Pinto |
| 24. siječnja 2011. 20:30 | Lie Hansen 8 | (14:17)   | Accambray, B. Gille, Abalo 5 | Kinnarps Arena, Jönköping Gledatelji: 3.847 Suci: Menezes, Pinto |
| 24. siječnja 2011. 20:30 | 5× 3×        | Izvještaj | 1× 2×                        | Kinnarps Arena, Jönköping Gledatelji: 3.847 Suci: Menezes, Pinto |

| 25. siječnja 2011. 16:15 | Njemačka | 25:35     | Norveška  | Kinnarps Arena, Jönköping Gledatelji: 4.205 Suci: Stark, Ştefan |
| 25. siječnja 2011. 16:15 | Kraus 6  | (13:17)   | Tvedten 8 | Kinnarps Arena, Jönköping Gledatelji: 4.205 Suci: Stark, Ştefan |
| 25. siječnja 2011. 16:15 | 5× 3×    | Izvještaj | 6× 3×     | Kinnarps Arena, Jönköping Gledatelji: 4.205 Suci: Stark, Ştefan |

| 25. siječnja 2011. 18:30 | Španjolska | 30:24     | Mađarska | Kinnarps Arena, Jönköping Gledatelji: 4.236 Suci: Canbro, Claesson |
| 25. siječnja 2011. 18:30 | Romero 9   | (13:13)   | Zubai 5  | Kinnarps Arena, Jönköping Gledatelji: 4.236 Suci: Canbro, Claesson |
| 25. siječnja 2011. 18:30 | 2× 3×      | Izvještaj | 5× 3×    | Kinnarps Arena, Jönköping Gledatelji: 4.236 Suci: Canbro, Claesson |

| 25. siječnja 2011. 20:45 | Francuska   | 34:28     | Island      | Kinnarps Arena, Jönköping Gledatelji: 4.258 Suci: Načevski, Nikolov |
| 25. siječnja 2011. 20:45 | Karabatić 7 | (16:13)   | Petersson 6 | Kinnarps Arena, Jönköping Gledatelji: 4.258 Suci: Načevski, Nikolov |
| 25. siječnja 2011. 20:45 | 3×          | Izvještaj | 5× 4× 1×    | Kinnarps Arena, Jönköping Gledatelji: 4.258 Suci: Načevski, Nikolov |

#### Skupina II (Malmö/Lund)
|    | Reprezentacija | Bod. | Ut. | Pob. | N. | Por. | Pos. | Pri. | RP  |
| -- | -------------- | ---- | --- | ---- | -- | ---- | ---- | ---- | --- |
| 1. | Danska         | 10   | 5   | 5    | 0  | 0    | 152  | 128  | +24 |
| 2. | Švedska        | 6    | 4   | 3    | 0  | 2    | 127  | 124  | +3  |
| 3. | Hrvatska       | 5    | 5   | 2    | 1  | 2    | 142  | 129  | +13 |
| 4. | Poljska        | 4    | 5   | 2    | 0  | 3    | 123  | 129  | -6  |
| 5. | Srbija         | 3    | 5   | 1    | 1  | 3    | 127  | 139  | -12 |
| 6. | Argentina      | 2    | 5   | 1    | 0  | 4    | 117  | 139  | -22 |

| 22. siječnja 2011. 18:15 | Hrvatska        | 36:18     | Argentina    | Färs och Frosta Sparbank Arena, Lund Gledatelji: 1.050 Suci: Baďura, Ondogrecula |
| 22. siječnja 2011. 18:15 | Buntić, Zrnić 7 | (19:6)    | S. Simonet 5 | Färs och Frosta Sparbank Arena, Lund Gledatelji: 1.050 Suci: Baďura, Ondogrecula |
| 22. siječnja 2011. 18:15 | 6× 3×           | Izvještaj | 1× 2×        | Färs och Frosta Sparbank Arena, Lund Gledatelji: 1.050 Suci: Baďura, Ondogrecula |

| 22. siječnja 2011. 18:15 | Srbija   | 24:28     | Švedska                   | Malmö Arena, Malmö Gledatelji: 9.213 Suci: Abrahamsen, Kristiansen |
| 22. siječnja 2011. 18:15 | Vujin 8  | (13:12)   | Ekberg, Ekdahl Du Rietz 6 | Malmö Arena, Malmö Gledatelji: 9.213 Suci: Abrahamsen, Kristiansen |
| 22. siječnja 2011. 18:15 | 5× 3× 1× | Izvještaj | 4× 3×                     | Malmö Arena, Malmö Gledatelji: 9.213 Suci: Abrahamsen, Kristiansen |

| 22. siječnja 2011. 20:15 | Danska     | 28:27     | Poljska                  | Malmö Arena, Malmö Gledatelji: 11.140 Suci: Horáček, Novotný |
| 22. siječnja 2011. 20:15 | Lindberg 6 | (15:9)    | Tłuczyński, Jurkiewicz 6 | Malmö Arena, Malmö Gledatelji: 11.140 Suci: Horáček, Novotný |
| 22. siječnja 2011. 20:15 | 2× 3×      | Izvještaj | 1× 3×                    | Malmö Arena, Malmö Gledatelji: 11.140 Suci: Horáček, Novotný |

| 23. siječnja 2011. 18:15 | Švedska | 29:25     | Hrvatska | Malmö Arena, Malmö Gledatelji: 9.551 Suci: López, Ramírez |
| 23. siječnja 2011. 18:15 | Doder 8 | (14:12)   | Zrnić 9  | Malmö Arena, Malmö Gledatelji: 9.551 Suci: López, Ramírez |
| 23. siječnja 2011. 18:15 | 7× 3×   | Izvještaj | 4× 3×    | Malmö Arena, Malmö Gledatelji: 9.551 Suci: López, Ramírez |

| 23. siječnja 2011. 20:15 | Argentina             | 24:31     | Danska   | Malmö Arena, Malmö Gledatelji: 10.924 Suci: Coulibaly, Diabaté |
| 23. siječnja 2011. 20:15 | Ferro, Vidal, Carou 3 | (12:17)   | Hansen 7 | Malmö Arena, Malmö Gledatelji: 10.924 Suci: Coulibaly, Diabaté |
| 23. siječnja 2011. 20:15 | 6× 2× 1×              | Izvještaj | 5× 3× 1× | Malmö Arena, Malmö Gledatelji: 10.924 Suci: Coulibaly, Diabaté |

| 23. siječnja 2011. 20:15 | Poljska       | 27:26     | Srbija   | Färs och Frosta Sparbank Arena, Lund Gledatelji: 1.730 Suci: Lazaar, Reveret |
| 23. siječnja 2011. 20:15 | Tłuczyński 10 | (10:11)   | Vujin 11 | Färs och Frosta Sparbank Arena, Lund Gledatelji: 1.730 Suci: Lazaar, Reveret |
| 23. siječnja 2011. 20:15 | 5× 3×         | Izvještaj | 8× 3×    | Färs och Frosta Sparbank Arena, Lund Gledatelji: 1.730 Suci: Lazaar, Reveret |

| 25. siječnja 2011. 18:15 | Hrvatska | 28:24     | Poljska              | Malmö Arena, Malmö Gledatelji: 8.900 Suci: Baďura, Ondogrecula |
| 25. siječnja 2011. 18:15 | Buntić 7 | (13:11)   | Jaszka, Tłuczyński 4 | Malmö Arena, Malmö Gledatelji: 8.900 Suci: Baďura, Ondogrecula |
| 25. siječnja 2011. 18:15 | 8× 2×    | Izvještaj | 3×                   | Malmö Arena, Malmö Gledatelji: 8.900 Suci: Baďura, Ondogrecula |

| 25. siječnja 2011. 20:15 | Srbija        | 26:25     | Argentina             | Färs och Frosta Sparbank Arena, Lund Gledatelji: 1.030 Suci: Geipel, Helbig |
| 25. siječnja 2011. 20:15 | Ilić, Vujin 6 | (15:13)   | Kogovsek, Fernández 5 | Färs och Frosta Sparbank Arena, Lund Gledatelji: 1.030 Suci: Geipel, Helbig |
| 25. siječnja 2011. 20:15 | 5× 3× 1×      | Izvještaj | 1× 3×                 | Färs och Frosta Sparbank Arena, Lund Gledatelji: 1.030 Suci: Geipel, Helbig |

| 25. siječnja 2011. 20:15 | Danska            | 27:24     | Švedska    | Malmö Arena, Malmö Gledatelji: 11.587 Suci: Abrahamsen, Kristiansen |
| 25. siječnja 2011. 20:15 | L. Christiansen 6 | (17:11)   | Du Rietz 5 | Malmö Arena, Malmö Gledatelji: 11.587 Suci: Abrahamsen, Kristiansen |
| 25. siječnja 2011. 20:15 | 4× 3×             | Izvještaj | 3×         | Malmö Arena, Malmö Gledatelji: 11.587 Suci: Abrahamsen, Kristiansen |

## Utakmice za plasman
| 22. siječnja 2011. 14:00 | Egipat    | 33:27     | Japan      | Arena Skövde, Skövde Gledatelji: 1.643 Suci: Menezes, Pinto |
| 22. siječnja 2011. 14:00 | Mabrouk 8 | (17:14)   | Suematsu 7 | Arena Skövde, Skövde Gledatelji: 1.643 Suci: Menezes, Pinto |
| 22. siječnja 2011. 14:00 | 4×        | Izvještaj | 4× 3×      | Arena Skövde, Skövde Gledatelji: 1.643 Suci: Menezes, Pinto |

| 22. siječnja 2011. 14:00 | Tunis     | 25:26     | Austrija | Kristianstad Arena, Kristianstad Suci: Marina, Minore |
| 22. siječnja 2011. 14:00 | Alouini 6 | (14:12)   | Weber 6  | Kristianstad Arena, Kristianstad Suci: Marina, Minore |
| 22. siječnja 2011. 14:00 | 1× 3×     | Izvještaj | 6× 4×    | Kristianstad Arena, Kristianstad Suci: Marina, Minore |

| 22. siječnja 2011. 16:00 | Australija  | 21:29     | Čile              | Malmö Arena, Malmö Gledatelji: 1.766 Suci: Lazaar, Reveret |
| 22. siječnja 2011. 16:00 | Parmenter 6 | (6:17)    | Salinas, Chavez 5 | Malmö Arena, Malmö Gledatelji: 1.766 Suci: Lazaar, Reveret |
| 22. siječnja 2011. 16:00 | 7× 3×       | Izvještaj | 8× 3×             | Malmö Arena, Malmö Gledatelji: 1.766 Suci: Lazaar, Reveret |

| 22. siječnja 2011. 16:30 | Alžir                          | 24:29 (PR) | Južna Koreja   | Arena Skövde, Skövde Gledatelji: 1.711 Suci: Karbaschi, Kolahdouzan |
| 22. siječnja 2011. 16:30 | Labane, Hamad, Layadi, Daoud 4 | (12:17)    | Yu Dong Geun 8 | Arena Skövde, Skövde Gledatelji: 1.711 Suci: Karbaschi, Kolahdouzan |
| 22. siječnja 2011. 16:30 | 1× 3×                          | Izvještaj  | 3×             | Arena Skövde, Skövde Gledatelji: 1.711 Suci: Karbaschi, Kolahdouzan |
| 22. siječnja 2011. 16:30 | Kr.: 23:23 Pr.: 24:29          |            |                | Arena Skövde, Skövde Gledatelji: 1.711 Suci: Karbaschi, Kolahdouzan |

| 22. siječnja 2011. 16:30 | Rumunjska             | 33:38     | Slovačka  | Kristianstad Arena, Kristianstad Gledatelji: 2.490 Suci: Coulibaly, Diabaté |
| 22. siječnja 2011. 16:30 | A. Stamate, Ghionea 8 | (19:22)   | Kukučka 7 | Kristianstad Arena, Kristianstad Gledatelji: 2.490 Suci: Coulibaly, Diabaté |
| 22. siječnja 2011. 16:30 | 4× 3×                 | Izvještaj | 4× 3×     | Kristianstad Arena, Kristianstad Gledatelji: 2.490 Suci: Coulibaly, Diabaté |

| 22. siječnja 2011. 20:30 | Bahrein     | 30:37     | Brazil    | FFS Arena, Lund Gledatelji: 550 Suci: López, Ramírez |
| 22. siječnja 2011. 20:30 | Al Maqabi 6 | (15:17)   | Chiuffa 6 | FFS Arena, Lund Gledatelji: 550 Suci: López, Ramírez |
| 22. siječnja 2011. 20:30 | 5× 3×       | Izvještaj | 3× 4×     | FFS Arena, Lund Gledatelji: 550 Suci: López, Ramírez |

### Za 23. mjesto
| 23. siječnja 2011. 16:00 | Australija | 23:33     | Bahrein            | Malmö Arena, Malmö Gledatelji: 724 Suci: Geipel, Helbig |
| 23. siječnja 2011. 16:00 | Blondell 6 | (11:19)   | Merza, Al Sayyad 7 | Malmö Arena, Malmö Gledatelji: 724 Suci: Geipel, Helbig |
| 23. siječnja 2011. 16:00 | 3× 2×      | Izvještaj | 2×                 | Malmö Arena, Malmö Gledatelji: 724 Suci: Geipel, Helbig |

### Za 21. mjesto
| 23. siječnja 2011. 18:00 | Čile              | 18:28     | Brazil    | FFS Arena, Lund Gledatelji: 650 Suci: Baďura, Ondogrecula |
| 23. siječnja 2011. 18:00 | Emil Feuchtmann 7 | (11:13)   | Ribeiro 6 | FFS Arena, Lund Gledatelji: 650 Suci: Baďura, Ondogrecula |
| 23. siječnja 2011. 18:00 | 2× 4×             | Izvještaj | 3× 1×     | FFS Arena, Lund Gledatelji: 650 Suci: Baďura, Ondogrecula |

### Za 19. mjesto
| 23. siječnja 2011. 14:00 | Tunis    | 29:30     | Rumunjska            | Kristianstad Arena, Kristianstad Suci: Abrahamsen, Kristiansen |
| 23. siječnja 2011. 14:00 | Hedoui 9 | (14:17)   | Florea, A. Stamate 8 | Kristianstad Arena, Kristianstad Suci: Abrahamsen, Kristiansen |
| 23. siječnja 2011. 14:00 | 4×       | Izvještaj | 3×                   | Kristianstad Arena, Kristianstad Suci: Abrahamsen, Kristiansen |

### Za 17. mjesto
| 23. siječnja 2011. 16:30 | Austrijaa  | 35:39     | Slovačka | Kristianstad Arena, Kristianstad Gledatelji: 1.546 Suci: Al-Marzouqi, Al-Nuaimi |
| 23. siječnja 2011. 16:30 | Szilágyi 7 | (18:19)   | Kopčo 8  | Kristianstad Arena, Kristianstad Gledatelji: 1.546 Suci: Al-Marzouqi, Al-Nuaimi |
| 23. siječnja 2011. 16:30 | 3×         | Izvještaj | 1× 3×    | Kristianstad Arena, Kristianstad Gledatelji: 1.546 Suci: Al-Marzouqi, Al-Nuaimi |

### Za 15. mjesto
| 24. siječnja 2011. 18:00 | Japan   | 24:29     | Alžir     | Arena Skövde, Skövde Gledatelji: 1.510 Suci: Načevski, Nikolov |
| 24. siječnja 2011. 18:00 | Kaido 6 | (13:13)   | Zouaoui 8 | Arena Skövde, Skövde Gledatelji: 1.510 Suci: Načevski, Nikolov |
| 24. siječnja 2011. 18:00 | 1× 3×   | Izvještaj | 3× 2×     | Arena Skövde, Skövde Gledatelji: 1.510 Suci: Načevski, Nikolov |

### Za 13. mjesto
| 24. siječnja 2011. 20:30 | Egipat       | 23:26     | Južna Koreja    | Arena Skövde, Skövde Gledatelji: 1.525 Suci: Canbro, Claesson |
| 24. siječnja 2011. 20:30 | Abdelwares 6 | (11:12)   | Park Jung Geu 7 | Arena Skövde, Skövde Gledatelji: 1.525 Suci: Canbro, Claesson |
| 24. siječnja 2011. 20:30 | 5× 3× 1×     | Izvještaj | 4× 3×           | Arena Skövde, Skövde Gledatelji: 1.525 Suci: Canbro, Claesson |

### Za 11. mjesto
| 27. siječnja 2011. 18:00 | Njemačka                     | 40:35 (PR) | Argentina    | Kristianstad Arena, Kristianstad Suci: Canbro, Claesson |
| 27. siječnja 2011. 18:00 | Gensheimer, Glandorf 9       | (13:12)    | D. Simonet 7 | Kristianstad Arena, Kristianstad Suci: Canbro, Claesson |
| 27. siječnja 2011. 18:00 | 13× 3× 2×                    | Izvještaj  | 8× 3× 1×     | Kristianstad Arena, Kristianstad Suci: Canbro, Claesson |
| 27. siječnja 2011. 18:00 | Kr.: 27:27 Pr.: 31:31, 40:35 |            |              | Kristianstad Arena, Kristianstad Suci: Canbro, Claesson |

### Za 9. mjesto
| 27. siječnja 2011. 20:30 | Norveška              | 32:31 (PR) | Srbija | Kristianstad Arena, Kristianstad Gledatelji: 2.141 Suci: Al-Marzouqi, Al-Nuaim |
| 27. siječnja 2011. 20:30 | Tvedten 9             | (14:16)    | Ilić 7 | Kristianstad Arena, Kristianstad Gledatelji: 2.141 Suci: Al-Marzouqi, Al-Nuaim |
| 27. siječnja 2011. 20:30 | 1× 4×                 | Izvještaj  | 4× 3×  | Kristianstad Arena, Kristianstad Gledatelji: 2.141 Suci: Al-Marzouqi, Al-Nuaim |
| 27. siječnja 2011. 20:30 | Kr.: 29:29 Pr.: 32:31 |            |        | Kristianstad Arena, Kristianstad Gledatelji: 2.141 Suci: Al-Marzouqi, Al-Nuaim |

### Za 7. mjesto
| 28. siječnja 2011. 18:00 | Mađarska       | 31:28     | Poljska      | Malmö Arena, Malmö Suci: Lazaar, Reveret |
| 28. siječnja 2011. 18:00 | G. Iváncsik 11 | (16:14)   | B. Jurecki 6 | Malmö Arena, Malmö Suci: Lazaar, Reveret |
| 28. siječnja 2011. 18:00 | 7× 3×          | Izvještaj | 3×           | Malmö Arena, Malmö Suci: Lazaar, Reveret |

### Za 5. mjesto
| 28. siječnja 2011. 20:30 | Island        | 33:34     | Hrvatska | Kristianstad Arena, Kristianstad Gledatelji: 7.436 Suci: Stark, Ştefan |
| 28. siječnja 2011. 20:30 | Sigurðsson 10 | (16:14)   | Buntić 9 | Kristianstad Arena, Kristianstad Gledatelji: 7.436 Suci: Stark, Ştefan |
| 28. siječnja 2011. 20:30 | 4× 3×         | Izvještaj | 4× 3×    | Kristianstad Arena, Kristianstad Gledatelji: 7.436 Suci: Stark, Ştefan |

## Završna faza
|  | Polufinale                              | Polufinale                       |    |                                  | Finale                           | Finale |
|  |                                         |                                  |    |                                  |                                  |        |
|  | Kristianstad, 28. siječnja 2011., 18:00 |                                  |    |                                  |                                  |        |
|  | Francuska                               | 29                               |    |                                  |                                  |        |
|  | Švedska                                 | 26                               |    |                                  |                                  |        |
|  |                                         |                                  |    |                                  |                                  |        |
|  |                                         |                                  |    |                                  | Malmö, 30. siječnja 2011., 17:00 |        |
|  |                                         |                                  |    |                                  | Francuska (P)                    | 37     |
|  |                                         | Danska                           | 35 |                                  |                                  |        |
|  |                                         |                                  |    |                                  |                                  |        |
|  |                                         |                                  |    |                                  |                                  |        |
|  |                                         |                                  |    |                                  | 3. mjesto                        |        |
|  | Malmö, 28. siječnja 2011., 20:30        | Malmö, 28. siječnja 2011., 20:30 |    | Malmö, 30. siječnja 2011., 14:30 | Malmö, 30. siječnja 2011., 14:30 |        |
|  | Danska                                  | 28                               |    | Švedska                          | 23                               |        |
|  | Španjolska                              | 24                               |    |                                  | Španjolska                       | 24     |

| Svjetski prvaci 2011. godine Francuska Četvrti naslov Momčad Jérôme Fernandez, Didier Dinart, Xavier Barachet, Bertrand Gille, Guillaume Joli, Samuel Honrubia, Daouda Karaboué, Nikola Karabatić, Franck Junillon, Thierry Omeyer, William Accambray, Luc Abalo, Cédric Sorhaindo, Michaël Guigou, Bertrand Roine, Sébastien Bosquet i Arnaud Bingo. Izbornik: Claude Onesta. |

|  | Polufinale                              | Polufinale                       |    |                                  | Finale                           | Finale |
|  |                                         |                                  |    |                                  |                                  |        |
|  | Kristianstad, 28. siječnja 2011., 18:00 |                                  |    |                                  |                                  |        |
|  | Francuska                               | 29                               |    |                                  |                                  |        |
|  | Švedska                                 | 26                               |    |                                  |                                  |        |
|  |                                         |                                  |    |                                  |                                  |        |
|  |                                         |                                  |    |                                  | Malmö, 30. siječnja 2011., 17:00 |        |
|  |                                         |                                  |    |                                  | Francuska (P)                    | 37     |
|  |                                         | Danska                           | 35 |                                  |                                  |        |
|  |                                         |                                  |    |                                  |                                  |        |
|  |                                         |                                  |    |                                  |                                  |        |
|  |                                         |                                  |    |                                  | 3. mjesto                        |        |
|  | Malmö, 28. siječnja 2011., 20:30        | Malmö, 28. siječnja 2011., 20:30 |    | Malmö, 30. siječnja 2011., 14:30 | Malmö, 30. siječnja 2011., 14:30 |        |
|  | Danska                                  | 28                               |    | Švedska                          | 23                               |        |
|  | Španjolska                              | 24                               |    |                                  | Španjolska                       | 24     |

| Svjetski prvaci 2011. godine Francuska Četvrti naslov Momčad Jérôme Fernandez, Didier Dinart, Xavier Barachet, Bertrand Gille, Guillaume Joli, Samuel Honrubia, Daouda Karaboué, Nikola Karabatić, Franck Junillon, Thierry Omeyer, William Accambray, Luc Abalo, Cédric Sorhaindo, Michaël Guigou, Bertrand Roine, Sébastien Bosquet i Arnaud Bingo. Izbornik: Claude Onesta. |

| 28. siječnja 2011. 18:00 | Francuska          | 29:26     | Švedska   | Malmö Arena, Malmö Gledatelji: 11.477 Suci: Geipel, Helbig |
| 28. siječnja 2011. 18:00 | Guigou, B. Gille 8 | (15:12)   | Källman 6 | Malmö Arena, Malmö Gledatelji: 11.477 Suci: Geipel, Helbig |
| 28. siječnja 2011. 18:00 | 4× 3×              | Izvještaj | 4×        | Malmö Arena, Malmö Gledatelji: 11.477 Suci: Geipel, Helbig |

| 28. siječnja 2011. 20:30 | Danska   | 28:24     | Španjolska | Kristianstad Arena, Kristianstad Gledatelji: 4.234 Suci: Horáček, Novotný |
| 28. siječnja 2011. 20:30 | Hansen 9 | (12:12)   | Cañellas 6 | Kristianstad Arena, Kristianstad Gledatelji: 4.234 Suci: Horáček, Novotný |
| 28. siječnja 2011. 20:30 | 2× 3×    | Izvještaj | 3×         | Kristianstad Arena, Kristianstad Gledatelji: 4.234 Suci: Horáček, Novotný |

| 30. siječnja 2011. 14:30 | Švedska   | 23:24     | Španjolska                      | Malmö Arena, Malmö Gledatelji: 12.145 Suci: Krstič, Ljubič |
| 30. siječnja 2011. 14:30 | Källman 6 | (11:11)   | Aguinagalde, Gurbindo, Romero 4 | Malmö Arena, Malmö Gledatelji: 12.145 Suci: Krstič, Ljubič |
| 30. siječnja 2011. 14:30 | 5× 4×     | Izvještaj | 4× 2×                           | Malmö Arena, Malmö Gledatelji: 12.145 Suci: Krstič, Ljubič |

| 30. siječnja 2011. 17:00 | Francuska             | 37:35 (PR) | Danska    | Malmö Arena, Malmö Gledatelji: 12.462 Suci: López, Ramírez |
| 30. siječnja 2011. 17:00 | Karabatić 10          | (15:12)    | Hansen 10 | Malmö Arena, Malmö Gledatelji: 12.462 Suci: López, Ramírez |
| 30. siječnja 2011. 17:00 | 4×                    | Izvještaj  | 5× 4×     | Malmö Arena, Malmö Gledatelji: 12.462 Suci: López, Ramírez |
| 30. siječnja 2011. 17:00 | Kr.: 31:31 Pr.: 37:35 |            |           | Malmö Arena, Malmö Gledatelji: 12.462 Suci: López, Ramírez |

| FRANCUSKA:    |               |                   |          |  |
|               |               |                   |          |  |
| LV            | 2             | Jérôme Fernandez  |          |  |
| P             | 3             | Didier Dinart     |          |  |
| DV            | 4             | Xavier Barachet   | Opomenut |  |
| P             | 6             | Bertrand Gille    | Opomenut |  |
| DK            | 9             | Guillaume Joli    |          |  |
| LK            | 11            | Samuel Honrubia   |          |  |
| V             | 12            | Daouda Karaboué   |          |  |
| LV            | 13            | Nikola Karabatić  |          |  |
| LV            | 15            | Franck Junillon   |          |  |
| V             | 16            | Thierry Omeyer    |          |  |
| LV            | 18            | William Accambray |          |  |
| DK            | 19            | Luc Abalo         | Opomenut |  |
| P             | 20            | Cédric Sorhaindo  |          |  |
| LK            | 21            | Michaël Guigou    |          |  |
| DV            | 23            | Sébastien Bosquet |          |  |
| LK            | 27            | Arnaud Bingo      |          |  |
| Izbornik:     |               |                   |          |  |
| Claude Onesta | Claude Onesta | Claude Onesta     | Opomenut |  |

| DANSKA:      |              |                    |  |          |
|              |              |                    |  |          |
| V            | 1            | Niklas Landin      |  |          |
| DV           | 3            | Mads Christiansen  |  |          |
| LV           | 4            | Lasse Boesen       |  |          |
| V            | 8            | Rasmus Lauge       |  |          |
| LK           | 9            | Lars Christiansen  |  |          |
| LK           | 11           | Anders Eggert      |  | Opomenut |
| V            | 12           | Søren Rasmussen    |  |          |
| SV           | 13           | Bo Spellerberg     |  |          |
| P            | 14           | Michael V. Knudsen |  |          |
| P            | 15           | Jesper Nøddesbo    |  |          |
| DK           | 17           | Lasse Svan Hansen  |  |          |
| DK           | 18           | Hans Lindberg      |  |          |
| P            | 19           | René Toft Hansen   |  | Opomenut |
| DV           | 22           | Kasper Søndergaard |  |          |
| LV           | 24           | Mikkel Hansen      |  |          |
| LV           | 26           | Kasper Nielsen     |  | Opomenut |
| Izbornik:    |              |                    |  |          |
| Ulrik Wilbek | Ulrik Wilbek | Ulrik Wilbek       |  | Opomenut |

| FRANCUSKA:    |               |                   |          |  |
|               |               |                   |          |  |
| LV            | 2             | Jérôme Fernandez  |          |  |
| P             | 3             | Didier Dinart     |          |  |
| DV            | 4             | Xavier Barachet   | Opomenut |  |
| P             | 6             | Bertrand Gille    | Opomenut |  |
| DK            | 9             | Guillaume Joli    |          |  |
| LK            | 11            | Samuel Honrubia   |          |  |
| V             | 12            | Daouda Karaboué   |          |  |
| LV            | 13            | Nikola Karabatić  |          |  |
| LV            | 15            | Franck Junillon   |          |  |
| V             | 16            | Thierry Omeyer    |          |  |
| LV            | 18            | William Accambray |          |  |
| DK            | 19            | Luc Abalo         | Opomenut |  |
| P             | 20            | Cédric Sorhaindo  |          |  |
| LK            | 21            | Michaël Guigou    |          |  |
| DV            | 23            | Sébastien Bosquet |          |  |
| LK            | 27            | Arnaud Bingo      |          |  |
| Izbornik:     |               |                   |          |  |
| Claude Onesta | Claude Onesta | Claude Onesta     | Opomenut |  |

| DANSKA:      |              |                    |  |          |
|              |              |                    |  |          |
| V            | 1            | Niklas Landin      |  |          |
| DV           | 3            | Mads Christiansen  |  |          |
| LV           | 4            | Lasse Boesen       |  |          |
| V            | 8            | Rasmus Lauge       |  |          |
| LK           | 9            | Lars Christiansen  |  |          |
| LK           | 11           | Anders Eggert      |  | Opomenut |
| V            | 12           | Søren Rasmussen    |  |          |
| SV           | 13           | Bo Spellerberg     |  |          |
| P            | 14           | Michael V. Knudsen |  |          |
| P            | 15           | Jesper Nøddesbo    |  |          |
| DK           | 17           | Lasse Svan Hansen  |  |          |
| DK           | 18           | Hans Lindberg      |  |          |
| P            | 19           | René Toft Hansen   |  | Opomenut |
| DV           | 22           | Kasper Søndergaard |  |          |
| LV           | 24           | Mikkel Hansen      |  |          |
| LV           | 26           | Kasper Nielsen     |  | Opomenut |
| Izbornik:    |              |                    |  |          |
| Ulrik Wilbek | Ulrik Wilbek | Ulrik Wilbek       |  | Opomenut |

|       | Statistika  |        |
| ----- | ----------- | ------ |
| 37    | Broj golova | 35     |
| 37/62 | Udarci      | 35/59  |
| 4/7   | Sedmerci    | 3/3    |
| 8 min | Isključenja | 10 min |
| 4     | Opomenut    | 4      |
| 0     | Isključen   | 0      |
| 10/45 | Obrane      | 22/59  |

|  | Prvak               |
|  | Doprvak             |
|  | Dodoprvak           |
|  | Kvalifikacije za OI |

| Konačni poredak | Konačni poredak | Konačni poredak |
| --------------- | --------------- | --------------- |
|                 | Francuska       |                 |
|                 | Danska          |                 |
|                 | Španjolska      |                 |
| 4.              | Švedska         |                 |
| 5.              | Hrvatska        |                 |
| 6.              | Island          |                 |
| 7.              | Mađarska        |                 |
| 8.              | Poljska         |                 |
| 9.              | Norveška        |                 |
| 10.             | Srbija          |                 |
| 11.             | Njemačka        |                 |
| 12.             | Argentina       |                 |
| 13.             | Južna Koreja    |                 |
| 14.             | Egipat          |                 |
| 15.             | Alžir           |                 |
| 16.             | Japan           |                 |
| 17.             | Slovačka        |                 |
| 18.             | Austrija        |                 |
| 19.             | Rumunjska       |                 |
| 20.             | Tunis           |                 |
| 21.             | Brazil          |                 |
| 22.             | Čile            |                 |
| 23.             | Bahrein         |                 |
| 24.             | Australija      |                 |

| Najbolji strijelci | Najbolji strijelci      | Najbolji strijelci | Najbolji strijelci |
| Poz.               | Igrač                   | Gol.               | Uta.               |
| ------------------ | ----------------------- | ------------------ | ------------------ |
| 1.                 | Mikkel Hansen           | 68                 | 10                 |
| 2.                 | Håvard Tvedten          | 56                 | 9                  |
| 2.                 | Marko Vujin             | 56                 | 9                  |
| 4.                 | Vedran Zrnić            | 54                 | 9                  |
| 4.                 | Bjarte Myrhol           | 54                 | 9                  |
| 6.                 | Alexander Petersson     | 53                 | 9                  |
| 7.                 | Nikola Karabatić        | 51                 | 10                 |
| 8.                 | Tomasz Tłuczyński       | 47                 | 9                  |
| 8.                 | Guðjón Valur Sigurðsson | 47                 | 9                  |
| 10.                | Niclas Ekberg           | 43                 | 10                 |

| Najbolji strijelci | Najbolji strijelci      | Najbolji strijelci | Najbolji strijelci |
| Poz.               | Igrač                   | Gol.               | Uta.               |
| ------------------ | ----------------------- | ------------------ | ------------------ |
| 1.                 | Mikkel Hansen           | 68                 | 10                 |
| 2.                 | Håvard Tvedten          | 56                 | 9                  |
| 2.                 | Marko Vujin             | 56                 | 9                  |
| 4.                 | Vedran Zrnić            | 54                 | 9                  |
| 4.                 | Bjarte Myrhol           | 54                 | 9                  |
| 6.                 | Alexander Petersson     | 53                 | 9                  |
| 7.                 | Nikola Karabatić        | 51                 | 10                 |
| 8.                 | Tomasz Tłuczyński       | 47                 | 9                  |
| 8.                 | Guðjón Valur Sigurðsson | 47                 | 9                  |
| 10.                | Niclas Ekberg           | 43                 | 10                 |

| Konačni poredak | Konačni poredak | Konačni poredak |
| --------------- | --------------- | --------------- |
|                 | Francuska       |                 |
|                 | Danska          |                 |
|                 | Španjolska      |                 |
| 4.              | Švedska         |                 |
| 5.              | Hrvatska        |                 |
| 6.              | Island          |                 |
| 7.              | Mađarska        |                 |
| 8.              | Poljska         |                 |
| 9.              | Norveška        |                 |
| 10.             | Srbija          |                 |
| 11.             | Njemačka        |                 |
| 12.             | Argentina       |                 |
| 13.             | Južna Koreja    |                 |
| 14.             | Egipat          |                 |
| 15.             | Alžir           |                 |
| 16.             | Japan           |                 |
| 17.             | Slovačka        |                 |
| 18.             | Austrija        |                 |
| 19.             | Rumunjska       |                 |
| 20.             | Tunis           |                 |
| 21.             | Brazil          |                 |
| 22.             | Čile            |                 |
| 23.             | Bahrein         |                 |
| 24.             | Australija      |                 |

| Najbolji strijelci | Najbolji strijelci      | Najbolji strijelci | Najbolji strijelci |
| Poz.               | Igrač                   | Gol.               | Uta.               |
| ------------------ | ----------------------- | ------------------ | ------------------ |
| 1.                 | Mikkel Hansen           | 68                 | 10                 |
| 2.                 | Håvard Tvedten          | 56                 | 9                  |
| 2.                 | Marko Vujin             | 56                 | 9                  |
| 4.                 | Vedran Zrnić            | 54                 | 9                  |
| 4.                 | Bjarte Myrhol           | 54                 | 9                  |
| 6.                 | Alexander Petersson     | 53                 | 9                  |
| 7.                 | Nikola Karabatić        | 51                 | 10                 |
| 8.                 | Tomasz Tłuczyński       | 47                 | 9                  |
| 8.                 | Guðjón Valur Sigurðsson | 47                 | 9                  |
| 10.                | Niclas Ekberg           | 43                 | 10                 |

| Najbolji strijelci | Najbolji strijelci      | Najbolji strijelci | Najbolji strijelci |
| Poz.               | Igrač                   | Gol.               | Uta.               |
| ------------------ | ----------------------- | ------------------ | ------------------ |
| 1.                 | Mikkel Hansen           | 68                 | 10                 |
| 2.                 | Håvard Tvedten          | 56                 | 9                  |
| 2.                 | Marko Vujin             | 56                 | 9                  |
| 4.                 | Vedran Zrnić            | 54                 | 9                  |
| 4.                 | Bjarte Myrhol           | 54                 | 9                  |
| 6.                 | Alexander Petersson     | 53                 | 9                  |
| 7.                 | Nikola Karabatić        | 51                 | 10                 |
| 8.                 | Tomasz Tłuczyński       | 47                 | 9                  |
| 8.                 | Guðjón Valur Sigurðsson | 47                 | 9                  |
| 10.                | Niclas Ekberg           | 43                 | 10                 |

| Svjetska prvenstva u rukometu | Svjetska prvenstva u rukometu |
| ----------------------------- | --- |
|                               | |
| Muškarci                      | Njemačka 1938. • Švedska 1954. • DR Njemačka 1958. • SR Njemačka 1961. • Čehoslovačka 1964. • Švedska 1967. • Francuska 1970. • DR Njemačka 1974. • Danska 1978. • SR Njemačka 1982. • Švicarska 1986. • Čehoslovačka 1990. • Švedska 1993. • Island 1995. • Japan 1997. • Egipat 1999. • Francuska 2001. • Portugal 2003. • Tunis 2005. • Njemačka 2007. • Hrvatska 2009. • Švedska 2011. • Španjolska 2013. • Katar 2015. • Francuska 2017. • Danska i Njemačka 2019. • Egipat 2021. • Poljska i Švedska 2023. • Hrvatska, Danska i Norveška 2025. • Njemačka 2027. • Francuska i Njemačka 2029. • Danska, Island i Norveška 2031. |
|                               | |
| Žene                          | Jugoslavija 1957. • Rumunjska 1962. • SR Njemačka 1965. • Nizozemska 1971. • Jugoslavija 1973. • SSSR 1975. • Čehoslovačka 1978. • Mađarska 1982. • Nizozemska 1986. • Južna Koreja 1990. • Norveška 1993. • Austrija i Mađarska 1995. • Njemačka 1997. • Norveška i Danska 1999. • Italija 2001. • Hrvatska 2003. • Rusija 2005. • Francuska 2007. • Kina 2009. • Brazil 2011. • Srbija 2013. • Danska 2015. • Njemačka 2017. • Japan 2019. • Španjolska 2021. • Danska, Norveška i Švedska 2023. • Njemačka i Nizozemska 2025. • Mađarska 2027.• Španjolska 2029.• Češka i Poljska 2031.                                           |

| Svjetska prvenstva u rukometu | Svjetska prvenstva u rukometu |
| ----------------------------- | --- |
|                               | |
| Muškarci                      | Njemačka 1938. • Švedska 1954. • DR Njemačka 1958. • SR Njemačka 1961. • Čehoslovačka 1964. • Švedska 1967. • Francuska 1970. • DR Njemačka 1974. • Danska 1978. • SR Njemačka 1982. • Švicarska 1986. • Čehoslovačka 1990. • Švedska 1993. • Island 1995. • Japan 1997. • Egipat 1999. • Francuska 2001. • Portugal 2003. • Tunis 2005. • Njemačka 2007. • Hrvatska 2009. • Švedska 2011. • Španjolska 2013. • Katar 2015. • Francuska 2017. • Danska i Njemačka 2019. • Egipat 2021. • Poljska i Švedska 2023. • Hrvatska, Danska i Norveška 2025. • Njemačka 2027. • Francuska i Njemačka 2029. • Danska, Island i Norveška 2031. |
|                               | |
| Žene                          | Jugoslavija 1957. • Rumunjska 1962. • SR Njemačka 1965. • Nizozemska 1971. • Jugoslavija 1973. • SSSR 1975. • Čehoslovačka 1978. • Mađarska 1982. • Nizozemska 1986. • Južna Koreja 1990. • Norveška 1993. • Austrija i Mađarska 1995. • Njemačka 1997. • Norveška i Danska 1999. • Italija 2001. • Hrvatska 2003. • Rusija 2005. • Francuska 2007. • Kina 2009. • Brazil 2011. • Srbija 2013. • Danska 2015. • Njemačka 2017. • Japan 2019. • Španjolska 2021. • Danska, Norveška i Švedska 2023. • Njemačka i Nizozemska 2025. • Mađarska 2027.• Španjolska 2029.• Češka i Poljska 2031.                                           |